# Яковлівка (Кам'янський район)
Я́ковлівка — село в Україні, у Кам'янському районі Дніпропетровської області. 
Входить до складу Лихівської селищної громади. Населення — 178 мешканців.

## Географія
Село Яковлівка знаходиться на відстані 0,5 км від села Цвіле і за 1,5 км від села Миронівка.

## Населення

### Мова
Розподіл населення за рідною мовою за даними перепису 2001 року:
| Мова       | Відсоток |
| ---------- | -------- |
| українська | 95,5 %   |
| російська  | 4,5 %    |

## Інтернет-посилання
- Погода в селі Яковлівка [Архівовано 21 грудня 2011 у Wayback Machine.]

1. ↑  Рідні мови в об'єднаних територіальних громадах України — Український центр суспільних даних